# Mack Hellings
 Ronald "Mack" Hellings  va ser un pilot estatunidenc de curses automobilístiques nascut el 14 de setembre del 1915 a Fort Dodge, Iowa.
Hellings va córrer a la Champ Car a les temporades 1948-1951 incloent-hi la cursa de les 500 milles d'Indianapolis d'aquests anys.
Mack Hellings va morir en un accident d'avioneta prop de a Kern County, Califòrnia l'11 de novembre del 1951.

## Resultats a la Indy 500
| Any    | Cotxe  | Sortida | Vel. mitja | Ranking | Final  | Voltes | V. líder | Retirat    |
| ------ | ------ | ------- | ---------- | ------- | ------ | ------ | -------- | ---------- |
| 1948   | 35     | 21      | 127.968    | 6       | 5      | 200    | 0        | Va acabar  |
| 1949   | 8      | 14      | 128.260    | 11      | 16     | 172    | 0        | Valvules   |
| 1950   | 15     | 26      | 130.687    | 20      | 13     | 132    | 0        | A 3 voltes |
| 1951   | 19     | 23      | 132.925    | 22      | 31     | 18     | 0        | Pistó      |
| Totals | Totals | Totals  | Totals     | Totals  | Totals | 522    | 0        |            |

| Curses       | 4 |
| Poles        | 0 |
| Voltes líder | 0 |
| Victòries    | 0 |
| Top 5        | 1 |
| Top 10       | 1 |
| Retirades    | 2 |

## A la F1
El Gran Premi d'Indianapolis 500 va formar part del calendari del campionat del món de la Fórmula 1 entre les temporades 1950 a la 1960.
Els pilots que competien a la Indy durant aquests anys també eren comptabilitats pel campionat de la F1.
Mack Hellings va participar en 2 curses de F1, debutant al Gran Premi d'Indianapolis 500 del 1950.

### Palmarès a la F1
- Participacions: 2
- Poles: 0
- Voltes Ràpides: 0
- Victòries: 0
- Pòdiums: 0
- Punts vàlids per la F1: 0